# Mieczysław Zlat
Mieczysław Zlat (ur. 5 maja 1927 w Przemyślu, zm. 16 października 2014) – profesor historii sztuki Uniwersytetu Wrocławskiego, członek Komitetu Nauk o Sztuce PAN, specjalizujący się w historii sztuki XV–XVII wieku.

## Życiorys
Studiował na Uniwersytecie Wrocławskim u Władysława Podlachy. Od 1948 pracował w Muzeum Śląskim we Wrocławiu, od 1956 – na Uniwersytecie Wrocławskim, gdzie pełnił wiele istotnych funkcji. W latach 1966–1969 był prodziekanem Wydziału Filozoficzno-Historycznego, kierował Katedrą Historii Sztuki (1973–1975, 1981–1985), a następnie w latach 1994–1996 był dyrektorem Instytutu Historii Sztuki. Był członkiem m.in. KBN (1991–1997) oraz ICOMOS-u, międzynarodowego komitetu zajmującego się ochroną zabytków (od 1972) i przewodniczącym Rady Fundacji Lubiąż.
W latach 80. był wiceprzewodniczącym Społecznego Komitetu Odbudowy Panoramy Racławickiej. Aktywnie popierał „Solidarność”, także po wprowadzeniu stanu wojennego. Podpisał m.in. w grudniu 1986 apel (innymi sygnatariuszami apelu byli: Władysław Frasyniuk, Józef Pinior, Lothar Herbst, Leszek Budrewicz) domagający się zamknięcia zatruwającej okolicę metalami ciężkimi huty stali chromowej w Siechnicach koło Wrocławia.
Był autorem licznych publikacji, promotorem prac doktorskich, współpracował stale m.in. z Polskim Słownikiem Biograficznym.
Od 1951 był członkiem Stowarzyszenia Historyków Sztuki, wielokrotnie członkiem Zarządu Głównego, wiceprezesem w latach 1963–1968 i 1983–1985, w 1998 r. otrzymał godność członka honorowego. Poniósł ogromne zasługi dla obrony i ochrony zabytków dolnośląskich, był m.in. współzałożycielem firmowanej przez Stowarzyszenie Historyków Sztuki serii Śląsk w zabytkach sztuki, po wielu staraniach doprowadził do objęcia dolnośląskiego regionu Katalogiem Zabytków Sztuki w Polsce.
Został pochowany na cmentarzu św. Wawrzyńca we Wrocławiu.

## Odznaczenia
- Krzyż Komandorski Orderu Odrodzenia Polski – 2009[4]
- Złoty Medal „Zasłużony Kulturze Gloria Artis” – 2009[5]

## Wybrane publikacje
- Zamek w Krasiczynie, 1963
- Wrocław – przewodnik (tekst, ze zdjęciami Stefana Arczyńskiego), Arkady, Warszawa 1975
- Typy osobowości w polskiej sztuce XVI wieku, 1976
- Ratusz wrocławski, 1976
- Katalog zabytków sztuki, województwo wrocławskie (z Jakubem Pokorą)
- W kręgu Panoramy Racławickiej  (wstęp), Ossolineum, Wrocław 1985
- Zamek piastowski w Brzegu, 1988
- Architektura gotyku – Śląsk 1350-1550, 1995
- Z dziejów wielkomiejskiej fary. Wrocławski kościół św. Elżbiety w świetle historii i zabytków sztuki, seria „Historia Sztuki X”, Wrocław 1996, Wydawnictwo Uniwersytetu Wrocławskiego, ISBN 83-229-1469-5.

Współredaktor (z Tadeuszem Broniewskim) serii Śląsk w zabytkach sztuki (w ramach tej serii opracował m.in. Lwówek Śląski i Ziębice).